# Коныртобе (Жамбылский район)
Коныртобе́ (ранее — Совтра́ктор, каз. Қоңыртөбе) — село в Жамбылском районе Жамбылской области Казахстана, входит в состав Жамбылского сельского округа. Код КАТО — 314043400.

## География
Село расположено в центрально-восточной части Жамбылского района, в 5 километрах к северу от областного центра города Тараз, в 1 километре к северо-востоку от административного центра сельского округа села Шайкорык, и в 18 километрах к юго-востоку от районного центра села Аса. Ближайшая железнодорожная станция Шайкорык — расположена в 700 метрах от села (по дороге — 2,14 км). Соседние населённые пункты: Шайкорык в 1 километре к юго-западу, Капал в 2 километрах к северо-западу. Транспортное сообщение осуществляется по автодороге А-2. Высота центра населённого пункта — 585 метров над уровнем моря.

## Население
| Численность населения | Численность населения | Численность населения |
| 1989                  | 1999                  | 2009                  |
| --------------------- | --------------------- | --------------------- |
| 365                   | ↗377                  | ↗437                  |

Процентное соотношение численно-преобладающих национальностей согласно переписи 1989 года:
| Национальность | Процентное соотношение |
| -------------- | ---------------------- |
| Русские        | 47 %                   |
| Казахи         | 26 %                   |
| Другие         | 27 %                   |